# Singolarità tecnologica

15 differenti liste di cambiamenti paradigmatici per la storia umana, inserite in un grafico in scala logaritmica, mostrano una crescita esponenziale. Le liste sono state preparate, tra gli altri, da Carl Sagan, Paul D. Boyer, Encyclopædia Britannica, American Museum of Natural History e University of Arizona e compilate da Ray Kurzweil.

Una singolarità tecnologica è, nella futurologia, un punto congetturato nello sviluppo di una civiltà, in cui il progresso tecnologico accelera oltre la capacità di comprendere e prevedere degli esseri umani. La singolarità può, più specificamente, riferirsi all'avvento di un'intelligenza superiore a quella umana (anche artificiale), e ai progressi tecnologici che, a cascata, si presume seguirebbero da un tale evento, salvo che non intervenga un importante aumento artificiale delle facoltà intellettive di ciascun individuo. Se una singolarità possa mai avvenire, è materia di discussione.

## Panoramica sulla singolarità

### Concetto iniziale
Sebbene si creda comunemente che il concetto di singolarità sia nato negli ultimi venti anni del XX secolo, esso nasce realmente negli anni cinquanta del Novecento:
(Stanisław Ulam, maggio 1958, riferendosi a una conversazione con John von Neumann)
Questa citazione è stata spesso estrapolata fuori dal suo contesto e attribuita allo stesso von Neumann, forse a causa della grande fama e influenza di questi.
Nel 1965 lo statistico I. J. Good descrisse un concetto anche più simile al significato contemporaneo di singolarità, nel quale egli includeva l'avvento di un'intelligenza superumana:
Ancora prima, nel 1954, lo scrittore di fantascienza Fredric Brown, nel brevissimo racconto La risposta, anticipava il concetto di singolarità tecnologica immaginando la costruzione di un "supercomputer galattico" al quale viene chiesto come prima domanda, dopo l'accensione, se esiste Dio; il supercomputer rispondeva "Ora sì".

### La singolarità vingeana
Il concetto di singolarità tecnologica come è conosciuto oggi viene accreditato al matematico e romanziere Vernor Vinge. Vinge cominciò a parlare della singolarità negli anni ottanta, e raccolse i suoi pensieri nel primo articolo sull'argomento nel 1993, con il saggio Technological Singularity. Da allora questo è divenuto il soggetto di molte storie e scritti futuristici e di fantascienza.
Il saggio di Vinge contiene l'affermazione, spesso citata, secondo cui "entro trenta anni, avremo i mezzi tecnologici per creare un'intelligenza sovrumana. Poco dopo, l'era degli esseri umani finirà".
La singolarità di Vinge è comunemente ed erroneamente interpretata come l'affermazione che il progresso tecnologico crescerà all'infinito, come avviene in una singolarità matematica. In realtà, il termine è stato scelto, come una metafora, prendendolo dalla fisica e non dalla matematica: mentre ci si avvicina alla singolarità, i modelli di previsione del futuro diventano meno affidabili, esattamente come i modelli della fisica diventano inefficaci in prossimità, per esempio, di una singolarità gravitazionale.
La singolarità è spesso vista come la fine della civilizzazione umana e la nascita di una nuova civiltà. Nel suo saggio, Vinge si chiede perché l'era umana dovrebbe finire, e argomenta che gli umani saranno trasformati durante la singolarità in una forma di intelligenza superiore. Dopo la creazione di un'intelligenza sovrumana, secondo Vinge, la gente sarà, al suo confronto, una forma di vita inferiore.
Non è molto chiaro cosa debba intendersi, secondo Vinge, per nuove forme di civiltà. Vinge scrisse un racconto su delle macchine più intelligenti dell'uomo e su come esse concepiscono il mondo. Il suo editore gli disse che nessuno può essere in grado di scrivere un racconto simile, perché capire come un osservatore più intelligente dell'uomo vede il mondo è impossibile per l'uomo stesso. Nel momento in cui gli esseri umani costruiranno una macchina che sarà in grado di diventare più intelligente, inizierà una nuova era, che sarà vissuta da un punto di vista diverso: un'era che non sarà possibile qualificare a priori come bene o male, ma sarà semplicemente diversa.

### La legge di Kurzweil dei ritorni acceleranti
L'analisi storica del progresso tecnologico dimostra che l'evoluzione della tecnologia segue un processo esponenziale e non lineare come invece si sarebbe portati a pensare. Nel suo saggio The Law of Accelerating Returns Ray Kurzweil propone una generalizzazione della Legge di Moore che forma la base delle convinzioni di molta gente al riguardo della singolarità. La legge di Moore descrive un andamento esponenziale della crescita della complessità dei circuiti integrati a semiconduttore, che tipicamente possiede un asintoto (un "punto di massimo"): tuttavia l'incremento esponenziale delle prestazioni sembra avere subito un drastico rallentamento dopo il 2000.
Kurzweil estende questo andamento includendo tecnologie molto precedenti ai circuiti integrati ed estendendolo al futuro. Egli crede che la crescita esponenziale della legge di Moore continuerà oltre l'utilizzo dei circuiti integrati, con l'utilizzo di tecnologie che guideranno alla singolarità.
La legge descritta da Ray Kurzweil ha in molti modi alterato la percezione della legge di Moore da parte del pubblico. È un credo comune (ma errato) che la legge di Moore faccia previsioni che riguardino tutte le forme di tecnologia, quando in realtà essa riguarda solo i circuiti a semiconduttore. Molti futurologi usano ancora l'espressione "legge di Moore" per descrivere idee come quelle presentate da Kurzweil. Realizzare previsioni a lungo termine, almeno in parte corrette, su dove riuscirà ad arrivare la tecnologia, è praticamente impossibile. Ancora troppo spesso si pensa al progresso tecnologico come qualcosa che proceda in maniera lineare, secondo quella che è la linea di progresso intuitiva.
Si può ipotizzare che la tecnologia sia legata a un prodotto, con un andamento evolutivo, un ciclo di vita, una vita utile: nasce, cresce, muore. Ogni tecnologia ha una sua curva di diffusione e di costi-benefici per un certo tempo (vita utile della tecnologia), dopodiché viene abbandonata e sostituita da una nuova. Si otterrà quindi un grafico costo-tempo e di prestazione-tempo per ogni tecnologia. Essendo definita in un intervallo di tempo chiuso e limitato (la vita utile), la curva possiede un massimo o minimo assoluto (teorema di Weierstrass).

Con l'adozione di una nuova tecnologia (il cosiddetto "cambiamento radicale", confrontabile con la nozione di cambio di paradigma), il conto riparte da un "nuovo zero", con una nuova curva esponenziale di riduzione dei costi e di miglioramento delle prestazioni, nel tempo: lo zero si colloca però non nell'origine degli assi, ma al valore di costo o di prestazione che era già stato raggiunto con la tecnologia precedente. Se una tecnologia segue una curva a campana (o una curva a U), quando ha raggiunto il proprio estremo "teorico" (minimo costo produttivo, massima prestazione) che può fornire, viene abbandonata prima della fase di declino (se esistono alternative migliori).

L'adozione di una nuova tecnologia determina un punto di discontinuità (uno scalino), da cui parte una nuova curva esponenziale. Sommando verticalmente i grafici di ogni tecnologia, per costruire un grafico unico di costo-tempo e prestazione-tempo, si ottengono n curve esponenziali una dopo l'altra e "a salire": dove finisce una e inizia la successiva, c'è uno scalino.
Per esprimere il concetto in termini matematici, potremmo pensare di rappresentare tale velocità con una curva esponenziale. Ciò tuttavia non sarebbe ancora esatto; un andamento esponenziale, è infatti corretto, ma solo per brevi intervalli di tempo: se prendiamo in considerazione, per esempio, un periodo di 100 anni, una curva esponenziale, non risulterà corretta. Tipicamente i giornalisti stilano le loro previsioni, quando considerano il futuro, estrapolando la velocità d'evoluzione attuale per determinare ciò che ci si può aspettare nei prossimi dieci o cento anni. Questo è ciò che Ray Kurzweil chiama intuitive linear view.
Quello che Kurzweil chiama the law of accelerating returns si può schematizzare nei seguenti punti:
- lo sviluppo applica le risposte positive, in quanto metodo migliore derivato da una fase di progresso. Queste risposte positive costituiscono la base per il successivo sviluppo;
- di conseguenza il tasso di progresso di un processo evolutivo aumenta esponenzialmente con il tempo. Con il tempo l'ordine di grandezza delle informazioni che vengono incluse nel processo di sviluppo aumenta;
- di conseguenza il guadagno in termini di tecnologia si incrementa esponenzialmente;
- in un altro ciclo di risposte positive, di un particolare processo evolutivo, queste vengono utilizzate come trampolino di lancio per un ulteriore progresso. Ciò provoca un secondo livello di sviluppo esponenziale e il processo di sviluppo esponenziale cresce esso stesso in maniera esponenziale;
- lo sviluppo biologico è anch'esso uno di tali sviluppi;
- lo sviluppo tecnologico fa parte di tale processo evolutivo. Effettivamente, la prima tecnologia che ha generato la specie ha costituito la base per lo sviluppo della tecnologia successiva: lo sviluppo tecnologico è una conseguenza e una continuazione dello sviluppo biologico;
- un determinato paradigma (=metodo) (come per esempio l'aumento del numero di transistor sui circuiti integrati per rendere più potenti i calcolatori) garantisce crescita esponenziale fino a che non esaurisce il suo potenziale; dopo accade un cambiamento che permette allo sviluppo esponenziale di continuare.

### Sei epoche di Kurzweil
Se si applicano questi principi all'evoluzione della Terra, è possibile notare come siano aderenti al processo di sviluppo che è avvenuto:
- I epoca: fisica e chimica, informazioni nelle strutture atomiche. È possibile paragonarla alla creazione della cellula, combinazioni di amminoacidi in proteine e acidi nucleici (RNA, successivamente DNA) ossia l'introduzione del paradigma della biologia.
- II epoca: biologia, informazioni nel DNA. Conseguentemente il DNA ha fornito un metodo "digitale" per registrare i risultati degli esperimenti evolutivi.
- III epoca: cervelli, informazioni in configurazioni neurali. L'evoluzione della specie ha unito il pensiero razionale.
- IV epoca: tecnologia, informazione nei progetti hardware e software. Questo ha spostato in maniera decisiva il paradigma dalla biologia alla tecnologia.
- V epoca: fusione tra la tecnologia e l'intelligenza umana, la tecnologia padroneggia i metodi della biologia (inclusi quelli dell'intelligenza umana). Ciò che sta per avvenire sarà il passaggio dall'intelligenza biologica a una combinazione di intelligenza biologica e non biologica. (Vedi anche ricerche del prof. Hiroshi Ishiguro)
- VI epoca: l'universo si sveglia, l'intelligenza umana enormemente espansa (perlopiù non biologica) si diffonde in tutto l'universo.

Esaminando i tempi di questi passaggi, si può notare come il processo acceleri continuamente. L'evoluzione delle forme di vita, per esempio, ha richiesto parecchi milioni di anni per il primo passo (es. la cellule primitive), ma dopo ha accelerato sempre di più. Ora la "tecnologia biologica" è diventata troppo lenta rispetto alla tecnologia creata dall'uomo, che usa i suoi stessi risultati per andare avanti in maniera nettamente più veloce di quanto non possa fare la natura.

### Curve di crescita asintotiche
Si presume che una sempre più rapida crescita tecnologica arriverà con lo sviluppo di un'intelligenza superumana, sia potenziando direttamente le menti umane (forse con la cibernetica), o costruendo intelligenze artificiali. Queste intelligenze superumane sarebbero presumibilmente capaci di inventare modi di potenziare se stesse anche più velocemente, producendo un effetto feedback che sorpasserebbe le intelligenze preesistenti.
Semplicemente avere un'intelligenza artificiale allo stesso livello di quella umana, presumono altri che, potrebbe produrre lo stesso effetto, se la legge di Kurzweil continua indefinitamente fino all'estinzione dell'umanità della tecnologia e dell'intelligenza artificiale stessa. All'inizio, si suppone, una simile intelligenza dovrebbe essere pari a quella umana. Diciotto mesi dopo sarebbe due volte più veloce. Tre anni dopo, sarebbe quattro volte più veloce, e così via. Ma dato che le Intelligenze Artificiali accelerate stanno, in quel momento, progettando i computer, ogni passo successivo impiegherebbe circa diciotto mesi soggettivi e proporzionalmente meno tempo reale a ogni passo. Se la legge di Kurzweil continua ad applicarsi senza modifiche, ogni passo richiederebbe metà del tempo. In tre anni (36 mesi = 18 + 9 + 4,5 + 2,25 + ...) la velocità del computer, teoricamente, raggiungerebbe l'infinito. Questo esempio è illustrativo, e comunque, molti futurologi concordano che non si può presumere che la legge di Kurzweil sia valida anche durante la singolarità, o che essa possa rimanere vera letteralmente per sempre, come sarebbe richiesto per produrre, un rischio per la natura in questo modo, un'intelligenza realmente infinita.
Una possibile conferma all'inattuabilità di una tale singolarità tecnologica, riguardante i limiti dello sviluppo di un'intelligenza sostenibile, provenne qualche tempo fa da un noto cosmologo inglese, Martin Rees, il quale sostenne che l'attuale dimensione organica del cervello umano sia in realtà già il limite superiore massimo della capacità animale di sviluppare concetti intelligenti, oltre il quale le informazioni tra le sinapsi impiegherebbero troppo tempo per costituire ragionamenti costruttivi ed evolutivi esaurienti, e sarebbero limitate all'accumulo di concetti intesi come memoria a lungo termine. Per intendersi un cervello che fosse il doppio di quello di un essere umano, immagazzinerebbe il doppio di dati possibili ma al doppio del tempo e alla metà della velocità di apprendimento, (e così via in maniera esponenziale), rendendo, di fatto, negativi i progressi. Se tale teorema venisse applicato anche ai sistemi informatici evoluti quindi, avremo anche qui un limite fisico superiore, oltre il quale la distanza fisica tra i processori e le conseguenti ipotetiche velocità di elaborazione dati originali, sarebbero soggette a limiti che seppur elevati, culminerebbero al più in una super-memoria di massa più che in un super-computer dotato di intelligenza infinita.

## Implicazioni sociali della singolarità tecnologica
Secondo molti ricercatori, lo sviluppo tecnologico che conduce alla singolarità avrà importanti ricadute su molti aspetti della nostra vita quotidiana, sia a livello individuale, sia sociale. A livello politico, l'avanzamento della tecnologia permette la creazione di forme di aggregazione alternative allo Stato moderno: anche senza considerare la colonizzazione di altri pianeti (prospettiva comunque analizzata da molti transumanisti, tra cui Ray Kurzweil), esistono già progetti concreti per la creazione di comunità autonome di stampo libertario in acque non territoriali – come la Seasteading Foundation di Patri Friedman (nipote del premio Nobel Milton Friedman).
Altri studiosi – tra cui il fondatore dell'Artificial General Intelligence Research Institute Ben Goertzel e il cofondatore degli iLabs Gabriele Rossi – contemplano esplicitamente la possibilità di una “società nella società”, che viva dunque “virtualmente” nei rapporti tra gli aderenti e non sia confinata in un preciso spazio fisico (una estremizzazione di quello che già oggi avviene, in modo primitivo, con Second Life e i social network).
L'avvicinamento alla singolarità cambierà infine economia e giustizia. La disponibilità di Intelligenze Artificiali rivoluzionerà il mercato del lavoro, introducendo, oltre alle spesso citate problematiche etiche, nuove sfide produttive; l'allungamento radicale della vita richiederà cambiamenti in tutti i settori coinvolti, dalla sanità alle assicurazioni. Infine - realizzando un sogno che ebbe già Norbert Wiener, padre della cibernetica - la crescita esponenziale nella conoscenza della realtà e il miglioramento dei sistemi esperti permetterà una graduale sostituzione della giustizia umana con una più efficiente e oggettiva giustizia automatica.

## Critiche
Ci sono due tipi principali di critiche alla previsione della singolarità: quelle che mettono in dubbio che la singolarità sia probabile o anche possibile e quelli che si domandano se sia desiderabile o non piuttosto da ritenere pericolosa e da avversare per quanto possibile.

### La possibilità e la probabilità della singolarità
Alcuni come Federico Faggin, sviluppatore della tecnologia MOS che permise la fabbricazione dei primi microprocessori, dubitano che una singolarità tecnologica abbia molte possibilità di realizzarsi. I detrattori si riferiscono ironicamente a essa come "l'assunzione in cielo per nerd".
La maggior parte delle speculazioni sulla singolarità presumono la possibilità di un'intelligenza artificiale superiore a quella umana. È controverso se creare una simile intelligenza artificiale sia possibile. Molti credono che i progressi pratici nell'intelligenza artificiale non abbiano ancora dimostrato questo in modo empirico. Vedi la voce sull'intelligenza artificiale per i dettagli sul dibattito.
Alcuni discutono sul fatto che la velocità del progresso tecnologico stia aumentando. La crescita esponenziale del progresso tecnologico potrebbe diventare lineare o flettersi o potrebbe cominciare ad appiattirsi in una curva che permette una crescita limitata.
Lo scrittore Roberto Vacca si sofferma, in particolare, sull'affermazione di Kurzweil sui progressi "esponenziali" di "ogni aspetto dell'informazione", controbattendo che nessun progresso segue una legge esponenziale.

### La desiderabilità e la sicurezza della singolarità
Ci sono state spesso delle speculazioni, nella fantascienza e in altri generi, che una AI avanzata probabilmente potrebbe avere degli obiettivi che non coincidono con quelli dell'umanità e che potrebbero minacciarne l'esistenza. È concepibile, se non probabile, che una IA (Intelligenza Artificiale) superintelligente, semplicemente eliminerebbe l'intellettualmente inferiore razza umana, e gli umani sarebbero incapaci di fermarla. Questo è uno dei maggiori problemi che preoccupano sia i sostenitori della singolarità che i suoi critici, ed era il soggetto di un articolo di Bill Joy apparso su Wired Magazine, intitolato Perché il futuro non ha bisogno di noi.
Alcuni critici affermano che le tecnologie avanzate sono semplicemente troppo pericolose per noi per permettere che si causi una singolarità, e propongono che si lavori per impedirla. Forse il più famoso sostenitore di questo punto di vista è Theodore Kaczynski, l'Unabomber, che scrisse nel suo "manifesto" che l'IA potrebbe dare il potere alle classi elevate della società di "semplicemente decidere di sterminare la massa dell'umanità". In alternativa, se l'IA non venisse creata, Kaczynski sostiene che gli umani "saranno ridotti al livello di animali domestici" dopo che ci sarà stato un sufficiente progresso tecnologico. Parte degli scritti di Kaczynski sono stati inclusi sia nell'articolo di Bill Joy che in un recente libro di Ray Kurzweil. Deve essere notato che Kaczynski non solo si oppone alla singolarità, ma è un luddista e molte persone si oppongono alla singolarità senza opporsi alla tecnologia moderna come fanno i luddisti.
Naturalmente, gli scenari come quelli descritti da Kaczynski sono considerati come indesiderabili anche dai sostenitori della singolarità. Molti sostenitori della singolarità, comunque, non ritengono che questi siano così probabili e sono più ottimisti sul futuro della tecnologia. Altri credono che, senza riguardo ai pericoli che la singolarità pone, essa è semplicemente inevitabile—noi dobbiamo progredire tecnologicamente perché non abbiamo un'altra strada da seguire.
I sostenitori dell'Intelligenza artificiale amichevole, e in modo particolare il SIAI, riconoscono che la singolarità è, potenzialmente, molto pericolosa e lavorano per renderla più sicura creando seed AI che agiranno benevolmente verso gli umani ed elimineranno i rischi esistenziali. Questa idea è così connaturata alle Tre Leggi della Robotica di Asimov, che impediscono alla logica di un robot con intelligenza artificiale di agire in modo malevolo verso gli umani. Comunque, in uno dei racconti di Asimov, a dispetto di queste leggi, i robot finiscono per causare danno a un singolo essere umano come risultato della formulazione della legge Zero. La struttura teoretica dell'Intelligenza Artificiale Amichevole viene attualmente progettata dal Singolaritiano Eliezer Yudkowsky.
Un altro punto di vista, sebbene meno comune, è che l'Intelligenza Artificiale alla fine dominerà o distruggerà la razza umana, e che questo scenario sia desiderabile. Il Dr. Prof. Hugo de Garis è il più conosciuto sostenitore di questa opinione.
L'opinione dei tecno-individualisti è che ogni individuo debba potere aumentare artificialmente ogni facoltà possibile (intellettiva e non), per potere affrontare sia le singolarità sia le élite del Potere. Secondo loro gli investimenti e le ricerche e sviluppo in tecnologia dovrebbero potenziare gli individui, non le Autorità, e la casta dirigente non è consapevole delle prospettive. Fondamentale, per loro, è la forza della completa libertà di comunicazione tra gli individui (inter-individualismo, transumanesimo, Teoria dello Sciame - swarming intelligence).

### La singolarità gentile
La singolarità gentile è un concetto introdotto nel 2025 da Sam Altman, fondatore di OpenAI. Si riferisce a una transizione verso l’intelligenza artificiale avanzata (AGI) che procede in modo continuo, senza salti bruschi né discontinuità evidenti.
A differenza delle visioni più diffuse sulla singolarità tecnologica — spesso associate a scenari catastrofici o trasformazioni repentine — la singolarità gentile descrive un’evoluzione graduale, in cui l’adozione di strumenti intelligenti diventa parte della normalità, giorno dopo giorno. Non c’è un momento preciso in cui “tutto cambia”, ma una curva costante che viene percepita come naturale.
L’intelligenza artificiale, inizialmente accolta con stupore, viene ora integrata in ambiti sempre più vasti, senza suscitare più sorpresa. Le aspettative crescono in fretta: ciò che ieri sembrava straordinario oggi è già standard.
Secondo Altman entro il 2035 assisteremo a cambiamenti sorprendenti: agenti digitali in grado di lavorare, intelligenze artificiali capaci di scoprire ed elaborare nuove conoscenze, robot operativi nel mondo reale. 

## Organizzazioni
Il Singularity Institute for Artificial Intelligence (SIAI), un istituto di ricerca ed educazione nonprofit, fu creato per lavorare sul potenziamento cognitivo sicuro (i.e. una singolarità benefica). Essi enfatizzano l'Intelligenza Artificiale Amichevole, in quanto essi credono che un'intelligenza artificiale generalista e più verosimile possa incrementare la capacità cognitiva sostanzialmente prima che l'intelligenza umana possa essere incrementata significativamente dalle neurotecnologie o dalla terapia genetica somatica.

## La singolarità nella fantasia e nella cultura moderna
Si può trovare traccia dell'idea di un momento in cui una nuova specie di macchine sostituirà l'uomo già negli scritti di Samuel Butler:
(Samuel Butler, 1855)
come anche il concetto di uomini asserviti alle macchine:
Quanti uomini vivono oggi in stato di schiavitù rispetto alle macchine? Quanti trascorrono l'intera vita, dalla culla alla morte, a curare notte e giorno le macchine? Pensate al numero sempre crescente di uomini che esse hanno reso schiavi, o che si dedicano anima e corpo al progresso del regno meccanico: non è evidente che le macchine stanno prendendo il sopravvento su di noi? [...] Non ci sono forse più uomini impegnati a curare le macchine che a curare i propri simili?»
(Samuel Butler, 1871, Erewhon)
Si possono trovare concetti simili a quelli relativi allo sviluppo post-singolarità nella descrizione del Punto Omega come formulato da Pierre Teilhard de Chardin.
In aggiunta alle storie originali di Vernor Vinge che è stato il pioniere delle prime idee sulla singolarità, parecchi altri autori di fantascienza hanno scritto storie che hanno la singolarità come tema centrale. Autori degni di nota sono Charles Stross, Greg Egan e Rudy Rucker.
Il gioco per computer Sid Meier's Alpha Centauri presenta anch'esso qualche cosa simile a una singolarità, chiamata "Ascent to Transcendence", come tema principale al suo interno.
Il concetto di singolarità viene citato nel videogioco Cell to Singularity come obiettivo del gioco.
Il concetto di singolarità viene anche usato da Isaac Asimov nel suo racconto L'ultima domanda.
Riferimenti al concetto di singolarità possono essere rintracciati anche nel film Transcendence, del 2014 con Johnny Depp, e in Humandroid del 2015.